# 長谷川達海
長谷川 達海（はせがわ たつみ、1916年〈大正5年〉8月30日 - 没年不明）は、日本の実業家。チッソ興産（現：日祥）元代表取締役社長。チッソコーナーカーム コンサルタント元代表取締役社長。孫は元フジテレビアナウンサーの長谷川豊。次男は関西右翼の重鎮として活動してきた政治活動家（一日会主宰）の長谷川潤（中山嶺雄）。

## 経歴
現在の東京都出身。茨城県、長谷川信吉・ナミ夫妻の次男に生まれる。1939年（昭和14年）東京商科大学（現：一橋大学）附属商学専門部（高等商業学校に相当する課程、修業年限3年）を卒業。
同年3月日本窒素肥料（現：チッソ）に入社し、1945年（昭和20年）当時朝鮮半島最大の肥料工場であった興南工場（戦後北朝鮮政府に接収され、現在は興南肥料連合企業所として運営）に勤務。1946年（昭和21年）2月朝鮮より引き揚げ、社長室に勤務。その後、チッソ東京繊維部長を経て、1967年（昭和42年）1月チッソ興産代表取締役専務に就任。1971年（昭和46年）6月チッソ興産代表取締役社長に就任。
1981年当時は大阪府吹田市在住であった。

## 人物
趣味はゴルフ、美術鑑賞。

## エピソード
出典は「『化繊月報 1975年5月号』繊維総合研究所資料頒布会」のp31より。
人と人とのつきあい上の鉄則として、『みえすいたお世辞は、いうべきである』という文言を挙げている。

## 家族
- 妻・長谷川浪子（1921年〈大正10年〉7月30日生） 
福岡県立朝倉高等女学校（現：福岡県立朝倉高等学校）卒[1][4]。
- 長男・某
大阪大学工学部卒[1][4][6]。松下電器産業（現：パナソニック）元勤務[1][4]。
  - 孫・長谷川豊（1975年〈昭和50年〉8月12日生） 
立命館大学産業社会学部情報・メディアコース卒。元フジテレビアナウンサー。
- 次男・長谷川潤（中山嶺雄）（1947年〈昭和22年〉11月10日生） 
同志社大学文学部卒[1][4]。枚方市立第一中学校元教師（社会）[1][4]。政治活動家。一日会主宰。
- 長女・某 
梅花女子大学卒[1][4]。